# Carpo (mitología)
En la mitología griega, Carpo (en griego: Καρπώ —nombre femenino— o Καρπός —nombre masculino—, que significa: fruta) es una deidad menor estacional asociada a los frutos.

## Carpo, una de las Horas
Pausanias nombra a Carpo junto con Talo (Θαλλώ), personificación de la primavera, como las dos Horas veneradas en la ciudad de Atenas, en cuyo templo había también un altar a Dioniso Ortos.
El número de las Horas varía según la fuente consultada, pero al parecer los griegos consideraban solamente tres Horas como representantes de las estaciones del año siendo estas: Auxo, Carpo y Talo. En la iconografía del arte griego, a Carpo se le representa junto a las restantes Horas y dioses de  la fertilidad en procesión o danzando, sosteniendo los frutos propios del verano, especialmente una manzana, tal como se aprecia en la vasija de Sosias (ca. 500 a. C.), donde sostiene un fruto rojo.
Carpo es la derivación de la diosa romana Pomona. Según algunas fuentes, Carpo es una de las Horas de la primera generación, y representaba el otoño.

## Carpo, dios de los frutos
Carpo, como dios masculino, aparece en fuentes tardías y era uno de los muchachos más hermosos. Servio nos dice que es hijo de Céfiro, el viento del oeste, y de una tal ninfa Hora. Se dice que Carpo se enamoró de otro joven, Cálamo, hijo del dios Meandro y ambos decidieron participar en una competición de natación. Carpo fue arrastrado por el viento hasta que murió ahogado y Cálamo, apenado por la muerte de su amado, le pidió a Zeus que le arrebatase la vida. Cálamo fue transformado en la planta que llevó desde entonces su nombre, en tanto que Carpo fue transformado en el fruto de los campos, que muere y renace cada año.
Se ha sugerido que Carpo hubiera sido hijo de Cloris/Flora, la consorte de Céfiro.